# Pierre Bruno Boissier
Pour les articles homonymes, voir Boissier.
Pierre Bruno Boissier est un homme politique français né le 20 mars 1756 à Lyon (Rhône) et mort le 26 juillet 1822 à Nîmes (Gard).

## Biographie
Commis de marine puis receveur contrôleur de 1777 à 1787, il est nommé commis principal de la marine à Brest en 1787 puis contrôleur de la marine en 1792. Conseiller municipal en 1790, il est administrateur du département en 1791. Il est élu député du Finistère à la Convention, comme suppléant, et est admis à siéger le 7 août 1793. Il passe au Conseil des Cinq-Cents le 4 brumaire an IV, comme ancien conventionnel. Il le quitte en 1798 et devient commissaire de la Marine, jusqu'en 1815.

## Sources
- « Pierre Bruno Boissier », dans Adolphe Robert et Gaston Cougny, Dictionnaire des parlementaires français, Edgar Bourloton, 1889-1891 [détail de l’édition]